# Nordderby
El Nordderby o clásico del Norte es un partido del fútbol alemán de gran rivalidad entre el Hamburgo SV y el S.V. Werder Bremen, los dos clubes más exitosos y populares del norte del país. El partido fue disputado por primera vez en 1927 con el Hamburgo consiguiendo una victoria 4-1. Desde la fundación de la Bundesliga en 1963, el partido se ha celebrado dos veces cada temporada, excepto en 1980-81, debido a que el Bremen se ausentó una vez de la máxima categoría de Alemania, en la temporada 2017-18; debido al descenso del Hamburgo a la 2. Bundesliga tampoco pudo disputarse en las temporadas 2018-19, 2019-20 y 2020-21. Hasta la fecha, se han disputado 155 partidos; el Werder Bremen ganó 57 partidos, el HSV obtuvo 54 victorias, mientras que 44 partidos han terminado en empate.
El Werder Bremen ha conquistado en cuatro ocasiones (todas en la modalidad de la Bundesliga), mientras el Hamburgo lo ha logrado seis campeonatos alemanes (tres veces la Bundesliga). Además, el Werder Bremen tiene seis títulos de Copa, tres Supercopas, una Copa de la liga, una Recopa de Europa y una Copa Intertoto; sumando un total de 16 títulos. Por su parte, el Hamburgo tiene tres títulos de Copa, dos títulos de Copa de la liga, una Copa de Europa, una Recopa de Europa y dos  Copas Intertoto; sumando 15 títulos.

## Historia
Aunque la tradicional rivalidad del HSV es con su vecino del F.C. San Pauli, lo cierto es que ha habido pocos partidos entre ellos, debido a que durante mucho tiempo el San Pauli no ha jugado en la primera división alemana. Esto ha llevado a considerar a los seguidores del HSV al Bremen como uno de principales rivales. La presencia policial es fuerte en los días de partido para evitar enfrentamientos entre los hooligans. En 1982, un aficionado del Bremen fue atacado por un grupo de Hamburgo conocidos como los Leones. Murió de sus heridas al día siguiente en lo que se convirtió en la primera muerte relacionada con violencia en el fútbol alemán. Al igual que muchos otros derbis del fútbol, ha habido una longeva rivalidad entre las ciudades de Bremen y Hamburgo preexistentes al fútbol.
El derbi alcanzó nuevas cotas en la temporada 2008-09 cuando los dos se enfrentaron cuatro veces en 18 días. El Werder Bremen estaba en mitad de la tabla y en riesgo de perder plaza europea, mientras que el HSV luchaba por el título de liga. El 22 de abril de 2009, en la semifinal de la DFB-Pokal el Bremen venció al HSV por penaltis 4-2 después de empatar 1-1 en 120 minutos de juego y fue el primer partido entre los dos que se decidió en los penaltis. Ocho días más tarde en las semifinales de la Copa de la UEFA, el HSV se alzó con la victoria por 1-0 en el partido de ida. Siete días más tarde, pese a adelantarse 0-1, el HSV fue eliminado por el Bremen, que perdió 3-2, pero clasificó para la final por la regla del doble valor de los goles anotados como visitante (en caso de empate) tras un marcador global de 3-3. Sólo tres días más tarde, los dos se encontraron de nuevo, esta vez en el Weserstadion, donde el Werder Bremen terminó con una victoria por 2-0, que puso fin a las aspiraciones de título del HSV. El Werder Bremen consiguió la Copa de Alemania, a pesar de perder la final de la Europa League contra el Shakhtar Donetsk.

## Partidos
| Temporada | Fecha      | Competición   | Local  | Resultado   | Visitante | Goles local                                                                        | Goles visitante                                             | Asist. | Reporte                                                                                                  |
| --------- | ---------- | ------------- | ------ | ----------- | --------- | ---------------------------------------------------------------------------------- | ----------------------------------------------------------- | ------ | --- |
| 1963–64   | 12-10-1963 | Bundesliga    | Werder | 4–2         | HSV       | Zebrowski 10', Schütz 14', 49', 79'                                                | C. Dörfel 25', U. Seeler 55'                                | 40,000 | report                                                                                                   |
| 1963–64   | 26-03-1964 | Bundesliga    | HSV    | 1–1         | Werder    | U. Seeler 2'                                                                       | Jung 13'                                                    | 25,000 | report                                                                                                   |
| 1964–65   | 26-09-1964 | Bundesliga    | Werder | 0–0         | HSV       | -                                                                                  | -                                                           | 40,000 | report                                                                                                   |
| 1964–65   | 13-02-1965 | Bundesliga    | HSV    | 0–4         | Werder    | -                                                                                  | Matischak 16', 26', D. Seeler 78' (p.p.), Schütz 80'        | 50,000 | report                                                                                                   |
| 1965–66   | 11-12-1965 | Bundesliga    | Werder | 2–0         | HSV       | Danielsen 14', Höttges 17'                                                         | -                                                           | 18,000 | report                                                                                                   |
| 1965–66   | 21-05-1966 | Bundesliga    | HSV    | 1–3         | Werder    | Pohlschmidt 32'                                                                    | Soya 24', Piechowiak 33' (p.p.), Schulz 52'                 | 20,000 | report                                                                                                   |
| 1966–67   | 24-09-1966 | Bundesliga    | Werder | 5–1         | HSV       | Höttges 7', Zebrowski 8', Schütz 42', Schweighöfer 52', Danielsen 63'              | Kurbjuhn 55'                                                | 18,000 | report                                                                                                   |
| 1966–67   | 25-02-1967 | Bundesliga    | HSV    | 1–1         | Werder    | U. Seeler 29'                                                                      | Hänel 18'                                                   | 22,000 | report                                                                                                   |
| 1967–68   | 19-08-1967 | Bundesliga    | Werder | 1–4         | HSV       | Rupp 10'                                                                           | Schulz 43', B. Dörfel 65', Kurbjuhn 79', C. Dörfel 88'      | 40,000 | report                                                                                                   |
| 1967–68   | 06-01-1968 | Bundesliga    | HSV    | 2–1         | Werder    | Hönig 35', 52'                                                                     | Rupp 66'                                                    | 14,174 | report                                                                                                   |
| 1968–69   | 04-09-1968 | Bundesliga    | HSV    | 5–2         | Werder    | C. Dörfel 36', Pötzschke 42', U. Seeler 55', 74', Hönig 90'                        | Görts 25', Schütz 49'                                       | 18,000 | report                                                                                                   |
| 1968–69   | 01-02-1969 | Bundesliga    | Werder | 1–1         | HSV       | Görts 14'                                                                          | Schulz 69'                                                  | 30,000 | report                                                                                                   |
| 1969–70   | 06-09-1969 | Bundesliga    | Werder | 1–1         | HSV       | Windhausen 22'                                                                     | U. Seeler 38'                                               | 35,000 | report                                                                                                   |
| 1969–70   | 14-04-1970 | Bundesliga    | HSV    | 2–2         | Werder    | Hellfritz 49', Hönig 89'                                                           | Schütz 82', Höttges 88'                                     | 10,000 | report                                                                                                   |
| 1970–71   | 10-10-1970 | Bundesliga    | HSV    | 1–1         | Werder    | Hönig 64'                                                                          | Windhausen 86'                                              | 13,000 | report                                                                                                   |
| 1970–71   | 17-04-1971 | Bundesliga    | Werder | 2–2         | HSV       | Schmidt 28', Lorenz 87'                                                            | Hönig 63', Klier 88'                                        | 25,000 | report                                                                                                   |
| 1971–72   | 27-11-1971 | Bundesliga    | HSV    | 2–1         | Werder    | Volkert 61', Zaczyk 71'                                                            | Weist 86'                                                   | 18,000 | report                                                                                                   |
| 1971–72   | 14-02-1972 | DFB-Cup R2    | Werder | 4–2         | HSV       | Kamp 35', Neuberger 40', Hasebrink 61', Höttges 86'                                | Zaczyk 19', 39'                                             | 15,000 | report                                                                                                   |
| 1971–72   | 22-02-1972 | DFB-Cup R2    | HSV    | 1–0         | Werder    | U. Seeler 77'                                                                      | -                                                           | 14,000 | report                                                                                                   |
| 1971–72   | 24-06-1972 | Bundesliga    | Werder | 4–0         | HSV       | Höttges 16', 44', Neuberger 47', Weist 52'                                         | -                                                           | 8,000  | report                                                                                                   |
| 1972–73   | 18-11-1972 | Bundesliga    | HSV    | 2–2         | Werder    | Volkert 3', 43'                                                                    | Kaltz 68' (p.p.), Laumen 70'                                | 14,000 | report                                                                                                   |
| 1972–73   | 05-05-1973 | Bundesliga    | Werder | 1–4         | HSV       | Görts 28'                                                                          | Heese 5', 8', Memering 13', Nogly 85'                       | 16,000 | report                                                                                                   |
| 1973–74   | 25-08-1973 | Bundesliga    | Werder | 1–1         | HSV       | Weist 73'                                                                          | Nogly 88'                                                   | 26,000 | report                                                                                                   |
| 1973–74   | 26-01-1974 | Bundesliga    | HSV    | 3–0         | Werder    | Zaczyk 15', Hönig 61', Volkert 71'                                                 | -                                                           | 23,000 | report                                                                                                   |
| 1974–75   | 21-12-1974 | Bundesliga    | Werder | 1–0         | HSV       | Weist 76'                                                                          | -                                                           | 36,000 | report                                                                                                   |
| 1974–75   | 07-06-1975 | Bundesliga    | HSV    | 2–0         | Werder    | Björnmose 33' Reimann 37'                                                          | -                                                           | 24,000 | report                                                                                                   |
| 1975–76   | 22-11-1975 | Bundesliga    | Werder | 1–3         | HSV       | Görts 78'                                                                          | Reimann 35', Bertl 39', Memering 67'                        | 37,000 | report                                                                                                   |
| 1975–76   | 29-05-1976 | Bundesliga    | HSV    | 1–2         | Werder    | Memering 43'                                                                       | Görts 22', Aslund 40'                                       | 24,000 | report                                                                                                   |
| 1976–77   | 21-08-1976 | Bundesliga    | Werder | 2–2         | HSV       | Röber 40', Konschal 60'                                                            | Steffenhagen 30', 56'                                       | 37,000 | report                                                                                                   |
| 1976–77   | 22-01-1977 | Bundesliga    | HSV    | 5–3         | Werder    | Memering 19', Volkert 67', 72', Steffenhagen 70', Reimann 88'                      | Görts 45', Bracht 82', Meininger 89'                        | 18,000 | report                                                                                                   |
| 1977–78   | 24-09-1977 | Bundesliga    | Werder | 1–2         | HSV       | Meininger 71'                                                                      | Keller 32', Keegan 48'                                      | 36,000 | report                                                                                                   |
| 1977–78   | 18-02-1978 | Bundesliga    | HSV    | 1–1         | Werder    | Bertl 14'                                                                          | Glowacz 28'                                                 | 19,000 | report                                                                                                   |
| 1978–79   | 19-08-1978 | Bundesliga    | Werder | 1–1         | HSV       | Wunder 5'                                                                          | Reimann 66'                                                 | 28,000 | report                                                                                                   |
| 1978–79   | 14-03-1979 | Bundesliga    | HSV    | 2–2         | Werder    | Kaltz 13', Hartwig 46'                                                             | Möhlmann 83', Reinders 90'                                  | 40,000 | report                                                                                                   |
| 1979–80   | 20-10-1979 | Bundesliga    | Werder | 1–1         | HSV       | Röber 72'                                                                          | Hrubesch 88'                                                | 40,000 | report                                                                                                   |
| 1979–80   | 22-03-1980 | Bundesliga    | HSV    | 5–0         | Werder    | Hrubesch 16', 82', 86', Milewski 42', Jakobs 60'                                   | -                                                           | 31,000 | report                                                                                                   |
| 1981–82   | 28-11-1981 | Bundesliga    | Werder | 3–2         | HSV       | Reinders 6', 8', Kostedde 68'                                                      | Bastrup 25', Magath 87'                                     | 40,000 | report                                                                                                   |
| 1981–82   | 15-05-1982 | Bundesliga    | HSV    | 5–0         | Werder    | Hrubesch 40', 51', 67', Magath 48', Bastrup 73'                                    | -                                                           | 53,400 | report                                                                                                   |
| 1982–83   | 25-08-1982 | Bundesliga    | HSV    | 1–1         | Werder    | Jakobs 22'                                                                         | Völler 5'                                                   | 25,000 | report                                                                                                   |
| 1982–83   | 16-10-1982 | DFB Cup R2    | HSV    | 3–2         | Werder    | Hrubesch 22', Bastrup 49', 52'                                                     | Schaaf 15', Otten 85'                                       | 20,000 | report                                                                                                   |
| 1982–83   | 29-01-1983 | Bundesliga    | Werder | 3–2         | HSV       | Völler 43', Neubarth 45', Möhlmann 65'                                             | Bastrup 49', Jakobs 87'                                     | 40,000 | report                                                                                                   |
| 1983–84   | 23-09-1983 | Bundesliga    | Werder | 0–0         | HSV       | -                                                                                  | -                                                           | 40,800 | report                                                                                                   |
| 1983–84   | 17-03-1984 | Bundesliga    | HSV    | 4–0         | Werder    | Wuttke 9', Rolff 14', Hartwig 54', Magath 90'                                      | -                                                           | 46,000 | report                                                                                                   |
| 1984–85   | 20-10-1984 | Bundesliga    | Werder | 5–2         | HSV       | Reinders 43', Völler 54', 81' Neubarth 64', Meier 64'                              | von Heesen 42', Kaltz 87'                                   | 35,000 | report                                                                                                   |
| 1984–85   | 03-04-1985 | Bundesliga    | HSV    | 2–0         | Werder    | Magath 32', von Heesen 53'                                                         | -                                                           | 50,000 | report                                                                                                   |
| 1985–86   | 31-08-1985 | Bundesliga    | Werder | 2–0         | HSV       | Neubarth 13', Wolter 79'                                                           | -                                                           | 35,000 | report                                                                                                   |
| 1985–86   | 01-02-1986 | Bundesliga    | HSV    | 0–1         | Werder    | -                                                                                  | Burgsmüller 56'                                             | 44,000 | report                                                                                                   |
| 1986–87   | 16-08-1986 | Bundesliga    | HSV    | 3–0         | Werder    | Gründel 5', 28', Kaltz 71'                                                         | -                                                           | 46,000 | report                                                                                                   |
| 1986–87   | 28-02-1987 | Bundesliga    | Werder | 2–1         | HSV       | Völler 13', 46'                                                                    | Kastl 70'                                                   | 32,000 | report                                                                                                   |
| 1987–88   | 14-11-1987 | Bundesliga    | HSV    | 0–0         | Werder    | -                                                                                  | -                                                           | 34,600 | report                                                                                                   |
| 1987–88   | 14-05-1988 | Bundesliga    | Werder | 1–4         | HSV       | Meier 37'                                                                          | Möhlmann 39', Bein 70', Labbadia 77', 87'                   | 38,000 | report                                                                                                   |
| 1988–89   | 23-07-1988 | Bundesliga    | Werder | 2–1         | HSV       | Riedle 73', Burgsmüller 86'                                                        | Spörl 14'                                                   | 24,594 | report                                                                                                   |
| 1988–89   | 18-02-1989 | Bundesliga    | HSV    | 2–0         | Werder    | Bein 47', von Heesen 62'                                                           | -                                                           | 21,000 | report                                                                                                   |
| 1988–89   | 29-03-1989 | DFB Cup QF    | HSV    | 0–1         | Werder    | -                                                                                  | Riedle 37'                                                  | 30,000 | report                                                                                                   |
| 1989–90   | 20-09-1989 | Bundesliga    | HSV    | 4–0         | Werder    | Eck 37', Ballwanz 40', von Heesen 67', Bode 85'                                    | -                                                           | 14,000 | report                                                                                                   |
| 1989–90   | 31-03-1990 | Bundesliga    | Werder | 2–1         | HSV       | Bockenfeld 34', Eilts 43'                                                          | Furtok 11'                                                  | 21,679 | report                                                                                                   |
| 1990–91   | 01-09-1990 | Bundesliga    | Werder | 3–1         | HSV       | Allofs 13', Hermann 50', Rufer 83'                                                 | Eck 45'                                                     | 20,441 | report                                                                                                   |
| 1990–91   | 15-03-1991 | Bundesliga    | HSV    | 3–2         | Werder    | Beiersdorfer 8', Furtok 25', Stratos 89'                                           | Bratseth 80', Rufer 90'                                     | 43,000 | report                                                                                                   |
| 1991–92   | 17-08-1991 | DFB Cup R2    | Werder | 3–1         | HSV       | Rufer 3', Kohn 28', 30'                                                            | Furtok 7'                                                   | 19,400 | report                                                                                                   |
| 1991–92   | 10-11-1991 | Bundesliga    | HSV    | 0–1         | Werder    | -                                                                                  | Hermann 22'                                                 | 20,600 | report                                                                                                   |
| 1991–92   | 28-04-1992 | Bundesliga    | Werder | 1–1         | HSV       | Kohn 21'                                                                           | Eck 58'                                                     | 20,000 | report                                                                                                   |
| 1992–93   | 04-12-1992 | Bundesliga    | HSV    | 0–0         | Werder    | -                                                                                  | -                                                           | 46,000 | report                                                                                                   |
| 1992–93   | 29-05-1993 | Bundesliga    | Werder | 5–0         | HSV       | Herzog 32', 90', Rufer 37', 87', Kohn 70'                                          | -                                                           | 38,395 | report                                                                                                   |
| 1993–94   | 24-10-1993 | Bundesliga    | Werder | 0–2         | HSV       | -                                                                                  | Bäron 32', 44'                                              | 36,669 | report                                                                                                   |
| 1993–94   | 27-10-1993 | DFB Cup R4    | Werder | 4–2         | HSV       | Herzog 13', Hobsch 74', Neubarth 86', Rufer 90'                                    | von Heesen 49', Ivanauskas 64'                              | 34,400 | report                                                                                                   |
| 1993–94   | 09-04-1994 | Bundesliga    | HSV    | 1–1         | Werder    | Bäron 41'                                                                          | Herzog 6'                                                   | 36,950 | report                                                                                                   |
| 1994–95   | 06-10-1994 | Bundesliga    | Werder | 1–4         | HSV       | Beschastnykh 12'                                                                   | Letchkov 29', Houbchev 38', Wiedener 45' (p.p.), Zárate 80' | 38,878 | report                                                                                                   |
| 1994–95   | 02-04-1995 | Bundesliga    | HSV    | 0–0         | Werder    | -                                                                                  | -                                                           | 42,000 | report                                                                                                   |
| 1995–96   | 18-08-1995 | Bundesliga    | HSV    | 3–3         | Werder    | Breitenreiter 14', 25', Spörl 51'                                                  | Hobsch 31', 79', Basler 91'                                 | 32,247 | report                                                                                                   |
| 1995–96   | 05-03-1996 | Bundesliga    | Werder | 2–1         | HSV       | Scholz 3', Cardoso 33'                                                             | Spörl 33'                                                   | 29,000 | report                                                                                                   |
| 1996–97   | 02-11-1996 | Bundesliga    | Werder | 0–0         | HSV       | -                                                                                  | -                                                           | 35,400 | report                                                                                                   |
| 1996–97   | 03-04-1997 | Bundesliga    | HSV    | 3–2         | Werder    | Cardoso 6', Spörl 18', Mason 62'                                                   | Kovačević 77' (p.p.), Bode 90'                              | 31,392 | report                                                                                                   |
| 1997–98   | 17-10-1997 | Bundesliga    | Werder | 0–0         | HSV       | -                                                                                  | -                                                           | 34,800 | report                                                                                                   |
| 1997–98   | 27-03-1998 | Bundesliga    | HSV    | 2–1         | Werder    | Dembiński 78', Yeboah 90'                                                          | Bode 25'                                                    | 38,261 | report                                                                                                   |
| 1998–99   | 23-10-1998 | Bundesliga    | HSV    | 1–1         | Werder    | Yeboah 58'                                                                         | Maksymov 86'                                                | 29,052 | report                                                                                                   |
| 1998–99   | 13-04-1999 | Bundesliga    | Werder | 0–0         | HSV       | -                                                                                  | -                                                           | 34,486 | report                                                                                                   |
| 1999–00   | 21-11-1999 | Bundesliga    | Werder | 2–1         | HSV       | Bode 62', Aílton 81'                                                               | Butt 90'                                                    | 35,838 | report                                                                                                   |
| 1999–00   | 15-04-200  | Bundesliga    | HSV    | 0–0         | Werder    | -                                                                                  | -                                                           | 52,800 | report                                                                                                   |
| 2000–01   | 06-09-2000 | Bundesliga    | HSV    | 2–1         | Werder    | Barbarez 25', Hertzsch 82'                                                         | Bode 42'                                                    | 37,400 | report                                                                                                   |
| 2000–01   | 03-02-2001 | Bundesliga    | Werder | 3–1         | HSV       | Pizarro 45', 90', Aílton 71'                                                       | Heinz 57'                                                   | 31,500 | report                                                                                                   |
| 2001–02   | 22-09-2001 | Bundesliga    | HSV    | 0–4         | Werder    | -                                                                                  | Aílton 13', Bode 34', Ernst 84', Stalteri 86'               | 43,000 | report                                                                                                   |
| 2001–02   | 24-02-2002 | Bundesliga    | Werder | 0–1         | HSV       | -                                                                                  | Romeo 74'                                                   | 32,300 | report                                                                                                   |
| 2002–03   | 18-08-2002 | Bundesliga    | Werder | 2–1         | HSV       | Charisteas 9', Wehlage 50'                                                         | Ujfaluši 20'                                                | 35,000 | report                                                                                                   |
| 2002–03   | 02-02-2003 | Bundesliga    | HSV    | 1–0         | Werder    | Barbarez 56'                                                                       | -                                                           | 45,000 | report                                                                                                   |
| 2003–04   | 29-11-2003 | Bundesliga    | HSV    | 1–1         | Werder    | Rahn 50'                                                                           | Ernst 27'                                                   | 55,500 | report                                                                                                   |
| 2003–04   | 01-05-2004 | Bundesliga    | Werder | 6–0         | HSV       | Barbarez 16' (p.p.), Ismaël 22', Klasnić 39', Aílton 48', Valdez 80', Skrypnyk 84' | -                                                           | 42,500 | report                                                                                                   |
| 2004–05   | 30-10-2004 | Bundesliga    | Werder | 1–1         | HSV       | Schulz 74'                                                                         | Jarolím 22'                                                 | 42,100 | report                                                                                                   |
| 2004–05   | 09-04-2005 | Bundesliga    | HSV    | 1–2         | Werder    | Mahdavikia 58'                                                                     | Klose 8', Klasnić 70'                                       | 55,500 | report                                                                                                   |
| 2005–06   | 18-12-2005 | Bundesliga    | Werder | 1–1         | HSV       | Micoud 45'                                                                         | Kučuković 67'                                               | 42,100 | report                                                                                                   |
| 2005–06   | 13-05-2006 | Bundesliga    | HSV    | 1–2         | Werder    | Barbarez 59'                                                                       | Klasnić 27', Klose 72'                                      | 57,000 | report                                                                                                   |
| 2006–07   | 01-08-2006 | League Cup SF | Werder | 2–1         | HSV       | Sanogo 70', Frings 82'                                                             | Zidan 50'                                                   | 27,650 | report                                                                                                   |
| 2006–07   | 23-09-2006 | Bundesliga    | HSV    | 1–1         | Werder    | Reinhardt 69'                                                                      | Borowski 58'                                                | 57,000 | report                                                                                                   |
| 2006–07   | 17-02-2007 | Bundesliga    | Werder | 0–2         | HSV       | -                                                                                  | van der Vaart 42', 87'                                      | 42,100 | report                                                                                                   |
| 2007–08   | 01-12-2007 | Bundesliga    | Werder | 2–1         | HSV       | Sanogo 15', Pasanen 64'                                                            | van der Vaart 60'                                           | 42,100 | report                                                                                                   |
| 2007–08   | 23-05-2008 | Bundesliga    | HSV    | 0–1         | Werder    | -                                                                                  | Almeida 50'                                                 | 57,000 | report                                                                                                   |
| 2008–09   | 23-11-2008 | Bundesliga    | HSV    | 2–1         | Werder    | Guerrero 6', Jansen 36'                                                            | Naldo 90'                                                   | 56,121 | report                                                                                                   |
| 2008–09   | 22-04-2009 | DFB Cup SF    | HSV    | 1–1 (1–3 p) | Werder    | Olić 74'                                                                           | Diego 24'                                                   | 55,237 | report                                                                                                   |
| 2008–09   | 30-04-2009 | UEFA Cup SF   | Werder | 0–1         | HSV       | -                                                                                  | Trochowski 28'                                              | 37,500 | report                                                                                                   |
| 2008–09   | 07-05-2009 | UEFA Cup SF   | HSV    | 2–3         | Werder    | Olić 13', 87'                                                                      | Diego 29', Pizarro 66', Baumann 83'                         | 51,000 | report                                                                                                   |
| 2008–09   | 10-05-2009 | Bundesliga    | Werder | 2–0         | HSV       | Almeida 34', 49                                                                    | -                                                           | 42,100 | report                                                                                                   |
| 2009–10   | 20-12-2009 | Bundesliga    | HSV    | 2–1         | Werder    | Mathijsen 9', Jansen 36'                                                           | Naldo 90'                                                   | 57,000 | report                                                                                                   |
| 2009–10   | 08-05-2010 | Bundesliga    | Werder | 1–1         | HSV       | Pizarro 58'                                                                        | van Nistelrooy 82'                                          | 41,150 | report                                                                                                   |
| 2010–11   | 25-09-2010 | Bundesliga    | Werder | 3–2         | HSV       | Marin 25', Almeida 29', 86'                                                        | van Nistelrooy 59', Pitroipa                                | 36,300 | report                                                                                                   |
| 2010–11   | 19-02-2011 | Bundesliga    | HSV    | 4–0         | Werder    | Petrić 42', Guerrero 64', 79', Ben-Hatira 89'                                      | -                                                           | 54,100 | report                                                                                                   |
| 2011–12   | 10-09-2011 | Bundesliga    | Werder | 2–0         | HSV       | Pizarro 52', 78'                                                                   | -                                                           | 41.600 | report                                                                                                   |
| 2011–12   | 18-02-2012 | Bundesliga    | HSV    | 1–3         | Werder    | Petrić 76'                                                                         | Marin 9', Trybull 45', Arnautović 86'                       | 56.000 | report                                                                                                   |
| 2012–13   | 01-09-2012 | Bundesliga    | Werder | 2–0         | HSV       | Hunt 52', Petersen 67'                                                             | -                                                           | 42.100 | report (enlace roto disponible en Internet Archive; véase el historial, la primera versión y la última). |
| 2012–13   | 27-01-2013 | Bundesliga    | HSV    | 3–2         | Werder    | Son 23', Aogo 46', Rudņevs 52'                                                     | Lukimya 9', Papastathopoulos 54'                            | 56.000 | report                                                                                                   |
| 2013–14   | 21-09-2013 | Bundesliga    | HSV    | 0–2         | Werder    | -                                                                                  | Petersen 32', 90'                                           | 53.300 | report                                                                                                   |
| 2013–14   | 01-03-2014 | Bundesliga    | Werder | 1–0         | HSV       | Junuzović 19'                                                                      | -                                                           | 42.100 | report                                                                                                   |
| 2014–15   | 23-11-2014 | Bundesliga    | HSV    | 2–0         | Werder    | Rudņevs 83', Wolf 90' (o.g.)                                                       | -                                                           | 53.300 | report                                                                                                   |
| 2014–15   | 19-04-2015 | Bundesliga    | Werder | 1–0         | HSV       | Di Santo 84'                                                                       | -                                                           | 42.100 | report                                                                                                   |
| 2015–16   | 28-11-2015 | Bundesliga    | Werder | 1–3         | HSV       | Ujah 62'                                                                           | Iličević 3', Gregoritsch 27', N. Müller 68'                 | 42.100 | report                                                                                                   |
| 2015–16   | 22-04-2016 | Bundesliga    | HSV    | 2–1         | Werder    | Lasogga 5', 32'                                                                    | Ujah 65'                                                    | 57.000 | report                                                                                                   |
| 2016–17   | 26-11-2016 | Bundesliga    | HSV    | 2–2         | Werder    | Gregoritsch 3', 28'                                                                | Bartels 14', Gnabry 45'                                     | 55,200 | report                                                                                                   |
| 2016–17   | 16-04-2017 | Bundesliga    | Werder | 2–1         | HSV       | Kruse 41', Kainz 75'                                                               | Gregoritsch 6'                                              | 42,100 | report                                                                                                   |
| 2017–18   | 30-09-2017 | Bundesliga    | HSV    | 0–0         | Werder    | -                                                                                  | -                                                           | 54,631 | report                                                                                                   |
| 2017–18   | 24-02-2018 | Bundesliga    | Werder | 1–0         | HSV       | van Drongelen 86' (o.g.)                                                           | -                                                           | 42,100 | report                                                                                                   |
| 2021–22   | 18-09-2021 | 2. Bundesliga | Werder | 0–2         | HSV       | -                                                                                  | Glatzel 2', Heyer 45+1'                                     | 21,050 | report                                                                                                   |
| 2021–22   | 27-02-2022 | 2. Bundesliga | HSV    | 2–3         | Werder    | Meffert 46', Glatzel 80'                                                           | Ducksch 10', 78', Füllkrug 51'                              | 25,000 | report                                                                                                   |

## Balance
| Competición   | Partidos | Werder Bremen | Empates | HSV |
| ------------- | -------- | ------------- | ------- | --- |
| Bundesliga    | 108      | 39            | 35      | 34  |
| 2.Bundesliga  | 2        | 1             | 0       | 1   |
| Oberliga Nord | 32       | 13            | 7       | 12  |
| Cup           | 11       | 3             | 2*      | 6   |
| League Cup    | 1        | 1             | 0       | 0   |
| UEFA Cup      | 2        | 1             | 0       | 1   |
| Total         | 156      | 58            | 44      | 54  |

* El partido de Copa finalizó 1–1 tras 120 minutos. El Werder Bremen ganó en penaltis.

## Palmarés
Tabla actualizada al 24 de febrero de 2018.
| Competición                  | Werder Bremen | HSV |
| ---------------------------- | ------------- | --- |
| Primera división de Alemania | 4             | 6   |
| DFB-Copa de Alemania         | 6             | 3   |
| DFL-Supercopa de Alemania    | 3             | 0   |
| DFL-Copa de la liga          | 1             | 2   |
| Liga de Campeones de la UEFA | 0             | 1   |
| Recopa de Europa de la UEFA  | 1             | 1   |
| Liga de Europa de la UEFA    | 0             | 0   |
| Copa Intercontinental        | 0             | 0   |
| Copa Intertoto de la UEFA    | 1             | 2   |
| Total                        | 16            | 15  |